# Малагасийская академия
Малагасийская академия ( Académie Malgache ) — государственное учреждение на Мадагаскаре, ответственное за изучение культуры и обычаев страны, включая исследования в области лингвистики, этнологии и социологии Мадагаскара, а также литературных, художественных, исторических и научных вопросов.   Это старейшая академия Африки,  основанная 23 января 1902 года Жозефом Галлиени, первым генерал-губернатором Мадагаскара.   Академия делится своими исследованиями в двух публикациях: Bulletin de l'Académie Malgache и Mémoires de l'Académie Malgache .  С момента создания до 2012 года около 1100 членов посещали это учреждение, и по состоянию на 2012 год, в нем было 280 членов, некоторые из которых были международными. Здесь проводятся литературные и научные симпозиумы, а также предлагаются диктанты и научные конкурсы. 
С 1973 по 2002 год академию возглавлял  Цезарь Рабеноро.